# Chelidonium argentatum
Chelidonium argentatum là một loài bọ cánh cứng trong họ Cerambycidae.